# Double Density

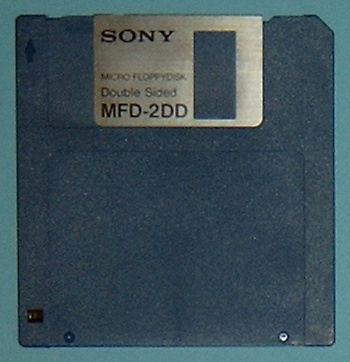
3,5″-DD-Diskette

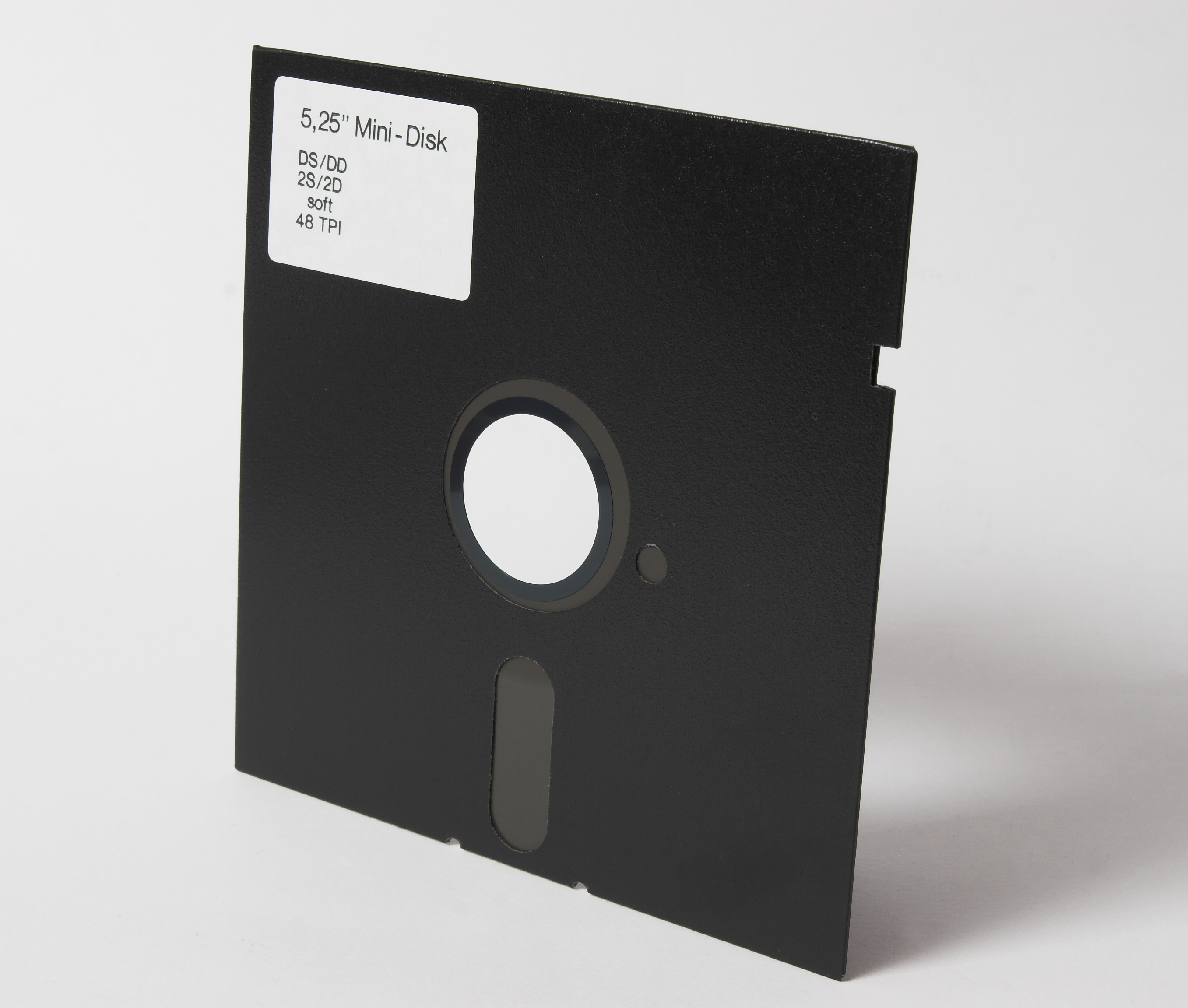
5,25″-DD-Diskette

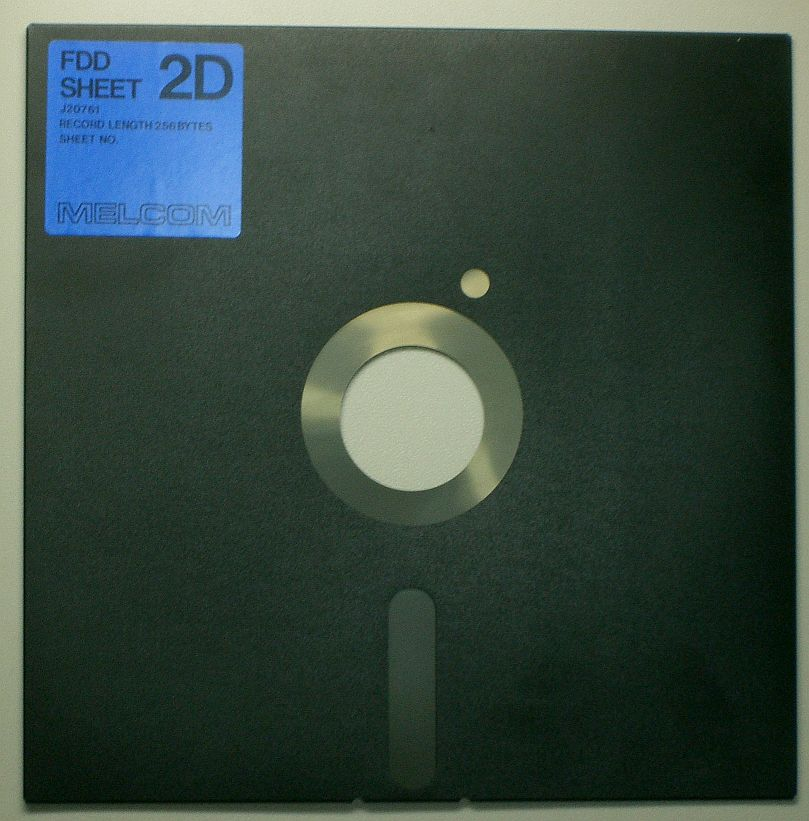
8″-DD-Diskette

Double Density, abgekürzt DD oder 2D, ist eine von mehreren möglichen Aufzeichnungsdichten auf Disketten. Sie wird für 3″-, 3,5″-, 5,25″- und 8″-Disketten mit einer physischen Speicherkapazität von ca. 100 KB bis hin zu ca. 1 MB verwendet. Das Double Density Diskettenmedium selbst ist dabei ein identisches Eisenoxid-Medium wie bei Single Density Disketten. Der Wechsel von FM Kodierung zu einem Leitungscode mit höherer Datendichte, wie etwa MFM, erhöht jedoch die Kapazität.
Beim IBM PC sind doppelseitige 5,25″-DD-Disketten ab PC DOS bzw. MS-DOS Version 2.0 mit 360 KB formatiert (die selteneren einseitigen mit 180 KB), bei PC DOS/MS-DOS 1.0 mit 320 bzw. 160 KB. Andere Computersysteme hatten leicht unterschiedliche Kapazitäten, z. B. 140 KB auf dem Apple II und 170 KB auf Commodores 8-Bit-Systemen, 130 KB bei CP/M-8-Bit-Systemen, jeweils einseitig. 
Die 3,5″-DD-Disketten sind dagegen sowohl bei IBM-PC-kompatiblen Systemen als auch beim Atari ST mit 720 KB formatiert. Beim Apple Macintosh sind es zuerst 400 KB (einseitig), später 800 KB (zweiseitig) und beim Amiga 880 KB. Für den PC, Atari ST und den Amiga gibt es auch alternative Formate für 3,5″-Disketten, welche bis zu ca. 950 KB auf einer Diskette speichern können. Mit Ausnahme der frühen Mac- und Atari-ST-Formate sind alle üblichen 3,5″-DD-Formate zweiseitig.
Eine 3,5″-DD-Diskette besitzt nur ein Kennloch mit einem Schieber für den Schreibschutz. Im Gegensatz dazu haben 3,5″-Disketten mit hoher Dichte ein zweites Kennloch, das sie als solche kennzeichnet. DD- und HD-Disketten sind bis auf die Qualität der Datenträgerschicht und den Preis identisch. Daher wurden bei 3,5″-Disketten in der Anfangszeit der HD-Disketten häufig alte DD-Disketten einfach „aufgebohrt“, um Geld zu sparen: Durch Anbringen eines zweiten Kennlochs an der richtigen Stelle wurde die Diskette von einem geeigneten Laufwerk als HD-Diskette erkannt und konnte die doppelte Datenmenge aufnehmen. Allerdings hatten nicht alle DD-Disketten die nötige Qualität, so dass dieses Vorgehen zu Datenverlust führen konnte.
Eine 5,25″-DD-Diskette besitzt nominell 48 Spuren pro Zoll (tpi, tracks per inch) und eine 3,5″-DD-Diskette 135 Spuren pro Zoll. Beim PC wurden insgesamt 40 (5,25″) bzw. 80 (3,5″) Spuren pro Diskettenseite verwendet. Die Anzahl der Sektoren pro Spur und Bytes pro Sektor beträgt auf dem PC und Atari ST bei beiden Diskettengrößen (5,25″ und 3,5″) in der Regel 9 Sektoren pro Spur und 512 Bytes pro Sektor. Andere Computersysteme verwendeten oft Sektoren von nur 256 Byte Größe, von denen sie je nach Codierungseffizienz 10 bis 21 pro Spur unterbrachten.
DD-Disketten werden heute kaum noch eingesetzt.
Das DD-Verfahren wird auch auf CD-Medien angewendet, kann allerdings nur von speziellen Brennern geschrieben werden. Diese Medien nennen sich schlicht DDCD.
Das Lesen von Commodore-Diskettenformaten ist unter einem PC mit Standard-Floppycontroller und nur einem Diskettenlaufwerk nicht möglich und erfordert spezielle Hardware oder mindestens zwei Diskettenlaufwerke.